# 제9회 제주영화제
제9회 제주영화제는 2013년 9월 6일에 열린 시상식이다.

## 수상 및 후보

### 최우수 작품상
- 9월이 지나면 - 고형동 수상

### 우수 작품상
- 그레코로만 - 신현탁 수상

### 관객상
- 자네 아내와 여행을 가고 싶네 - 모칸 수상

### 심사위원특별상
- 팔당 사람들 - 고은진 수상

### 본선작
- 9월이 지나면 - 고형동
- 404호 - 조지훈
- 거짓말 - 정성임
- 곧 죽어도 여자 - 박지은
- 그 강아지 그 고양이 - 민병우
- 그녀 - 문성혁
- 끄다 - 박진욱
- 그레코로만 - 신현탁
- 나들이 - 유윤희
- 달이 기울면 - 정소영
- 더 케이스 - 박종수
- 레바논 감정 - 정영헌
- 밀청 - 최주용
- 사랑의 묘약 - 모칸
- 사랑의 대화 - 김유성
- 삼인성호 - 김윤주
- 숨바꼭질 - 이한욱
- 울게하소서 - 한은영
- 웨딩세레모니 - 장영록
- 자네 아내와 여행을 가고 싶네 - 모칸
- 잘 먹고 잘 사는 법 - 정한진
- 첫 데이트 - 곽은미
- 축지법과 비행술 - 이경섭
- 웰랑 뜨레이 - 김태일
- 잔인한 내림 - 김환태
- 탐욕의 제국 - 홍리경
- 팔당 사람들 - 고은진
- 피스, 피스 - 박재인
- 아동학대 - 조주상
- 온 - 이종규 외 3명